# Catedral da Imaculada Conceição (Díli)
A Catedral da Imaculada Conceição é a igreja principal da Arquidiocese de Díli, em Timor-Leste. Os planos de construção da catedral começaram em 1984, com o governo indonésio a fornecer um financiamento de cerca de duzentos e trinta e cinco mil dólares estado-unidenses. Situada numa área de dez mil metros quadrados, a Catedral mede mil e oitocentos metros quadrados e tem capacidade para duas mil pessoas. A 2 de novembro de 1988, o presidente da Indonésia, Suharto, inaugurou oficialmente a nova catedral católica de Díli, tendo sido declarada a maior do Sudeste Asiático. A cerimónia foi assistida pelo administrador apostólico e bispo de Díli, Carlos Filipe Ximenes Belo.
A Catedral foi consagrada pelo Papa João Paulo II em outubro de 1989 e desempenhou um papel importante na luta pela independência do país, com líderes como Carlos Filipe Ximenes Belo que incentivou a população a participar na eleição do país. A Igreja de Santo António de Motael foi a pró-catedral de Díli, antes da Catedral da Imaculada Conceição ser construída.
A 27 de abril de 2002, cerca de duas mil pessoas reuniram-se na Catedral para a chegada de uma estátua de Nossa Senhora de Fátima de Portugal, que foi transportada pelo território timorense durante três semanas, como parte das comemorações antes da independência do país. Maria, Nossa Senhora de Fátima é a padroeira de Timor-Leste. Entre os que acolheram a estátua estavam os bispos Carlos Filipe Ximenes Belo, Basílio do Nascimento e outros representantes religiosos.
A 1 de março de 2007, o novo núncio apostólico do país, o arcebispo Leopoldo Girelli, celebrou a missa na Catedral e depois visitou os campos de refugiados em torno da capital e o Seminário Menor de Nossa Senhora de Fátima. Na missa de 4 de março de 2007, os dois bispos católicos de Timor-Leste e o núncio apostólico no país exortaram conjuntamente as pessoas a acabar com a onda de violência prolongada e rezar pela paz e reconciliação nacional. O padre José Maia foi pároco da Catedral da Imaculada Conceição em 2009.